# Nososticta moluccensis
Nososticta moluccensis är en trollsländeart som först beskrevs av Selys 1886.  Nososticta moluccensis ingår i släktet Nososticta och familjen Protoneuridae. Inga underarter finns listade i Catalogue of Life.